# Golden Raspberry Awards

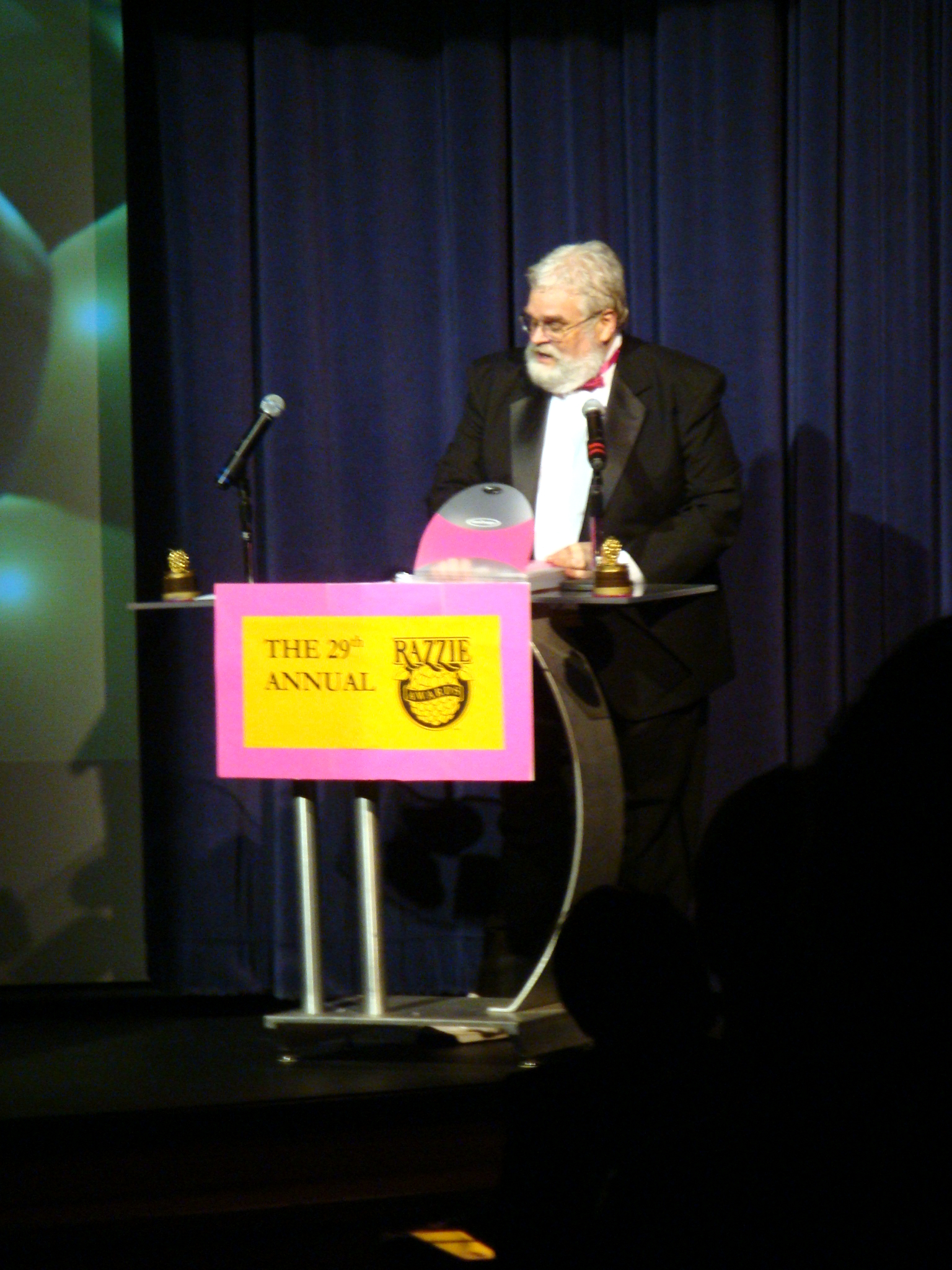
John Wilson, som etablerade utmärkelsen, under prisutdelning 2009.

Golden Raspberry Awards, eller Razzie Awards (ibland omnämnd på svenska som Gyllene hallonet), är en prisutdelning som startades 1980 av John Wilson. Första prisutdelningen skedde 1981. Prisutdelningen kan ses som en motpol till Oscarsgalan, då man här delar ut priser till årets sämsta insatser i filmvärlden. Ytterst sällan närvarar de nominerade stjärnorna och regissörerna på galan. Det finns dock undantag som till exempel Paul Verhoeven, Tom Green, Sandra Bullock och Halle Berry.
Rekordet för flest Razzie Awards har Jack and Jill från 2011 med tio statyetter. Det är också den enda gången en film vunnit i samtliga kategorier.
Året före nominerades Eddie Murphy i fem olika kategorier för Norbit: tre skådespelarkategorier (en för varje karaktär han spelade), en för Sämsta par (åter för att han spelade flera karaktärer) samt Sämsta manus. Han vann till slut alla tre skådespelarpriserna och blev därmed först att belönas med Razzie Awards för både manliga och kvinnliga roller i en och samma film.
2003 års Gigli är dock den enda film som belönats med alla fem huvudkategorier på Golden Raspberry Awards (Sämsta film, Sämsta manliga huvudroll, Sämsta kvinnliga huvudroll, Sämsta regi och Sämsta manus), något som gör den till en Razzie-motsvarighet till filmer som Gökboet och När lammen tystnar, som lyckats med motsvarande bedrift på Oscarsgalan.
Endast fyra filmer har samma år nominerats till både Razzie Awards och Oscars: Rambo – First Blood II, Pearl Harbor och ovan nämnda Norbit. Ingen av dem har dock vunnit pris på båda galorna. Den fjärde filmen, Wall Street, lyckades dock vinna en Oscar (Michael Douglas i kategorin bästa manliga huvudroll) samtidigt som Darryl Hannah vann en Razzie i kategorin sämsta kvinnliga biroll. Det är således den enda filmen som vunnit både en Oscar och en Razzie.
Sett över en längre tidsperiod finns det emellertid många framstående underhållningsprofiler som vunnit både Razzie Award och Oscar - däribland Faye Dunaway, Marlon Brando, Charlton Heston, Laurence Olivier, Roberto Benigni, Halle Berry, Liza Minnelli, Nicole Kidman, Sofia Coppola, Ben Affleck, Kevin Costner, Prince och Sandra Bullock.
Skådespelaren Sylvester Stallone är med sina 30 nomineringar och tio vinster den som både nominerats till och vunnit flest Razzie Awards. Mellan 1984 och 1992 blev han nominerad till Sämsta manliga huvudroll varje år och vann fyra gånger.
Namnet raspberry ('hallon') kommer från det cockney-engelska uttrycket blow a raspberry med betydelsen 'prutta med tungan' (för att visa sitt missnöje med någon).

## Kategorier

### Nuvarande kategorier
- Sämsta film
- Sämsta regissör
- Sämsta manliga skådespelare
- Sämsta kvinnliga skådespelare
- Sämsta kvinnliga biroll
- Sämsta manliga biroll
- Sämsta manus
- Sämsta filmkombo
- Sämsta prequel, nyinspelning, rip-off eller uppföljare
- The Razzie Redeemer Award

### Tidigare kategorier
- Sämsta originalsång, (1980–1999, 2002)
- Sämsta nya stjärna, (1981–1998, förutom 1989)
- Sämsta filmmusik, (1981–1985)

### Specialkategorier
Vissa år har specialkategorier införts, som:
| År          | Kategori                                                          | Vinnare                                                                                | Nominerade |
| ----------- | ----------------------------------------------------------------- | -------------------------------------------------------------------------------------- | --- |
| 1996 (17:e) | Sämst skrivna film som inkasserar över 100 miljoner dollar        | Twister – Michael Crichton och Anne-Marie Martin                                       | Ringaren i Notre Dame – Tab Murphy, Irene Mecchi, Bob Tzudiker och Noni White Independence Day – Dean Devlin och Roland Emmerich Mission: Impossible – David Koepp och Robert Towne Juryn – A Time To Kill – Akiva Goldsman |
| 1997 (18:e) | Värsta våldsamma förakt mot mänskligt liv och allmän egendom      | Con Air                                                                                | Batman & Robin The Lost World: Jurassic Park Turbulence Volcano |
| 1998 (19:e) | Årets värsta filmtrend                                            | 58-åriga män som flörtar med 28-åriga kvinnor                                          | Trailers som avslöjar hela filmens handling Längre filmer, kortare handlingar THX öronbedövande ljud Mega-ziljoner-dollars tvär-PR överspel: Armageddon, Godzilla, etc.                                                     |
| 2002 (23:e) | Mest uppblåsta tonårsfilm                                         | Jackass: The Movie                                                                     | Eight Crazy Nights Crossroads Scooby-Doo xXx |
| 2003 (24:e) | Sämsta ursäkten för en faktisk film (Bara koncept/Inget innehåll) | Katten                                                                                 | 2 Fast 2 Furious Charlies änglar - Utan hämningar From Justin to Kelly The Real Cancun |
| 2005 (26:e) | Mest tröttsamma tabloidmåltavlor                                  | Tom Cruise, hans barn Suri Cruise, Katie Holmes, Oprah Winfreys soffa och Eiffeltornet | Tom Cruise och hans antipsykiatriska utspel Paris Hilton och... "vem som HELST!" Mr. och Mrs. Britney, deras barn (Sean Preston Federline) och deras videokamera The Simpsons: Ashlee, Jessica och Nick                     |
| 2006 (27:e) | Sämsta ursäkten för familjefilm                                   | Familj på väg                                                                          | En lysande jul Gustaf 2 The Santa Clause 3: The Escape Clause The Shaggy Dog |
| 2007 (28:e) | Sämsta ursäkten för en skräckfilm                                 | I Know Who Killed Me                                                                   | Aliens vs. Predator 2 Captivity Hannibal Rising Hostel 2 |
| 2008 (29:e) | Worst Career Achievement Award                                    | Uwe Boll                                                                               | Inga nomineringar |
| 2010 (31:a) | Värsta ögonurholkande missbruket av 3D                            | The Last Airbender                                                                     | Cats & Dogs: The Revenge of Kitty Galore Clash of the Titans The Nutcracker Saw 3D |

#### Jubileumskategorier
Varje gala som avslutar ett decennium har speciella jubileumskategorier, där de sämsta skådespelarna och filmerna utses. På Razziegalan 2005 delades det även ut priser för deras 25-årsjubileum.
| Årtionde och gala           | Kategori                      | Vinnare                     | Nominerade |
| --------------------------- | ----------------------------- | --------------------------- | --- |
| 1980-talet (10:e)           | Sämsta manliga skådespelare   | Sylvester Stallone          | Christopher Atkins Ryan O'Neal Prince John Travolta                                                                    |
| 1980-talet (10:e)           | Sämsta kvinnliga skådespelare | Bo Derek                    | Faye Dunaway Madonna Brooke Shields Pia Zadora                                                                         |
| 1980-talet (10:e)           | Årtiondets sämsta film        | Mommie Dearest (1981)       | Bolero (1984) Ingen plockar Howard (1986) The Lonely Lady (1983) Star Trek V - Den yttersta gränsen (1989)             |
| 1980-talet (10:e)           | Årtiondets sämsta nykomling   | Pia Zadora                  | Christopher Atkins Madonna Prince Diana Scarwid                                                                        |
| 1990-talet (20:e)           | Sämsta manliga skådespelare   | Sylvester Stallone          | Kevin Costner Prince William Shatner Pauly Shore                                                                       |
| 1990-talet (20:e)           | Sämsta kvinnliga skådespelare | Madonna                     | Elizabeth Berkley Bo Derek Brooke Shields Pia Zadora                                                                   |
| 1990-talet (20:e)           | Årtiondets sämsta film        | Showgirls (1995)            | An Alan Smithee Film: Burn Hollywood Burn (1998) Höken är lös (1991) The Postman – budbäraren (1997) Striptease (1996) |
| 1990-talet (20:e)           | Årtiondets sämsta nykomling   | Pauly Shore                 | Elizabeth Berkley Ahmed Best Sofia Coppola Dennis Rodman                                                               |
| Av våra första 25 år (25:e) | Sämsta Razzieförloraren       | Arnold Schwarzenegger       | Kim Basinger Angelina Jolie Ryan O'Neal Keanu Reeves                                                                   |
| Av våra första 25 år (25:e) | Sämsta drama                  | Battlefield Earth (2000)    | The Lonely Lady (1983) Mommie Dearest (1981) Showgirls (1995) Swept Away (2002)                                        |
| Av våra första 25 år (25:e) | Sämsta komedi                 | Gigli (2003)                | The Adventures of Pluto Nash (2002) Katten (2003) Freddy Got Fingered (2001) Leonard Part 6 (1987)                     |
| Av våra första 25 år (25:e) | Sämsta musikal                | From Justin to Kelly (2003) | Can't Stop the Music (1980) Glitter (2001) Rhinestone (1984) Spice World (1998) Xanadu (1980)                          |
| 2000-talet (30:e)           | Sämsta manliga skådespelare   | Eddie Murphy                | Ben Affleck Mike Myers Rob Schneider John Travolta                                                                     |
| 2000-talet (30:e)           | Sämsta kvinnliga skådespelare | Paris Hilton                | Mariah Carey Lindsay Lohan Jennifer Lopez Madonna                                                                      |
| 2000-talet (30:e)           | Årtiondets sämsta film        | Battlefield Earth (2000)    | Freddy Got Fingered (2001) Gigli (2003) I Know Who Killed Me (2007) Swept Away (2002)                                  |